# Komma (Verslehre)
Ein Komma (Plural Kommata; altgriechisch κόμμα ‚Abschnitt‘, ‚Einschnitt‘) ist in der antiken Verslehre ein kurzer Abschnitt aus 1–3 Wörtern bzw. 2–6 Silben in einer Periode, abgeleitet von der rhetorischen Gliederung in Komma, Kolon und Periode. Im Gegensatz zum Kolon bildet das Komma keine eigenständige Sinneinheit. Meist erscheint es als durch eine Nebenzäsur gebildeter untergeordneter Teil des durch eine Hauptzäsur gebildeten Kolons.
In der deutschen Metrik entspricht das Komma am ehesten dem von Friedrich Gottlieb Klopstock geprägten Begriff des Wortfußes, wie man an dem bekannten Klopstockschen Beispiel für die Gliederung eines Satzes in Wortfüße sieht:
„Schrecklich erscholl | der geflügelte | Donnergesang | in der Heerschar.“
Hier ist der zweite Wortfuß syntaktisch unselbständig und die relative Kürze der Gliederungseinheiten ist einer Strukturierung in etwa gleich lange Sprechtakte gemäß.